# 2312 (novela)
2312 es una novela de ciencia ficción escrita por el estadounidense Kim Stanley Robinson. Se publicó en 2012 y obtuvo el premio Nébula a la mejor novela de dicho año.

## Sinopsis
La novela comienza en el año 2312, cuando la humanidad ya se ha extendido por todo el sistema solar. En la gran ciudad de Terminador, la cual se halla en el planeta Mercurio y está construida sobre raíles gigantes para poder desplazarse y permanecer constantemente en el lado nocturno del planeta, habita Cisne Er Hong. Se trata de una artista y exdiseñadora de terrarios (espacios habitables en el interior de asteroides) que está de duelo por la muerte repentina de su abuela, Alex, quien era muy influyente entre los habitantes de Terminador. Después de la procesión funeraria, Cisne decide ir a Ío a visitar a un amigo de Alex, Wang, quien ha diseñado uno de los más grandes qubos u ordenadores cuánticos. Mientras Cisne se encuentra en Ío visitando a Wang, aparentemente se produce un ataque fallido de algún tipo. Poco después le sigue un violento ataque contra Terminador. Mientras viaja, Cisne aprende más sobre el misterio que envuelve la muerte de su abuela y la destrucción de Terminador, su ciudad materna. Juntamente con Wahram y Genette, Cisne viaja por todo el sistema solar e investiga una creciente serie de conspiraciones.